# Lituhi
Lituhi ist ein Verwaltungsbezirk (Ward) des Distrikts Nyasa in der tansanischen Region Ruvuma.

## Geografie
Lituhi liegt im Südwesten von Tansania etwa 80 Kilometer nördlich der Distrikthauptstadt Mbamba Bay am Malawisee. Der größte Fluss ist der Ruhuhu, der die Grenze im Norden bildet. Das Klima ist ein feuchtes, tropisches Savannenklima, Aw nach der effektiven Klimaklassifikation.
Der Bezirk grenzt im Norden an Ruhuhu, im Nordosten an Masasi, im Osten an Linga und Muungano, im Süden an Mbaha und im Westen an den Malawisee. Bei der Volkszählung 2022 lebten 8552 Menschen in 1939 Haushalten auf einer Fläche von 86 Quadratkilometern.

## Gliederung
Der Bezirk besteht aus vier Gemeinden (Mtaa) mit 16 Orten (Kitongoji):
| Lituhi - Lituhi A - Lituhi B - Ilunga - Litimba A - Litimba B | Kihuru - Kihuru 1 - Kihuru 2 - Kihuru 3 - Kihuru 4 | Nkaya - Mbozi - Mang'ole - Nkoma | Mwera Mpya - Mwera Mpya A - Ntaka Nini - Njomole - Lughalo |

## Infrastruktur
- Bildung: Die Lituhi Secondary School ist eine staatliche weiterführende Schule für Mädchen und Burschen mit einer Ausbildung bis zur 4. Stufe.[8]
- Gesundheit: Im Bezirk befindet sich das von der römisch-katholischen Kirche betriebene St. Elizabeth Hospital.[9] Außerdem gibt es eine staatliche Apotheke in der Gemeinde Kihuru.[10]